# TZ Кассиопеи
TZ Кассиопеи (лат. TZ Cassiopeiae, TZ Cas, HIP 117763, SAO 20912) — переменная звезда в созвездии Кассиопеи. Видимая звёздная величина находится в пределах от +9 до +10. Расположена в 8000 световых лет от Солнца. Является красным сверхгигантом спектрального класса M3 с температурой менее 4000 K.
Впервые о переменности TZ Кассиопеи сообщила Вильямина Флеминг, информация была опубликована в 1911 году. Звезда является медленной неправильной переменной с возможным периодом пульсации 3100 дней. Светимость объекта превышает солнечную в 60 тысяч раз, радиус превышает радиус Солнца в 645 — 800 раз. Звезда является представителем звёздной ассоциации Cas OB5 наряду с близким красным сверхгигантом PZ Кассиопеи.
Начальную массу TZ Кассиопеи оценили на основе её положения относительно теоретических эволюционных треков, предположительное значение массы составляет около 15M⊙.
TZ Кассиопеи теряет массу вследствие сильного звёздного ветра со скоростью 2 миллионные доли массы Солнца в год. Непонятно, достаточен ли этот темп потери массы для того, чтобы звезда утратила атмосферу и превратилась в голубой сверхгигант до того, как в ядре закончится сырьё для ядерных реакций и произойдет вспышка сверхновой. Вне зависимости от того, является ли объект голубым или красным сверхгигантом или же звездой Вольфа — Райе, завершение эволюции произойдет в виде вспышки сверхновой звезды при коллапсе ядра.